# زياد السيسي
زياد علي السيسي (مواليد 15 ديسمبر 1994 في الإسكندرية، مصر) هو مبارز مصري، مثّل مصر في الألعاب الأولمبية الصيفية 2020 والألعاب الأولمبية الصيفية 2024.

## السيرة الذاتية
ولد زياد في الإسكندرية لوالديه علي ومنال السيسي. كان والده لاعبًا في منتخب مصر لكرة السلة. درس المرحلة الجامعية في جامعة وين ستيت.

## طوكيو 2020
| الرياضيّ                         | الحدث              | دور الـ64     | دور الـ32                      | دور الـ16                  | ربع النهائي   | نصف النهائي   | النهائي / م.ب. | النهائي / م.ب. |
| الرياضيّ                         | الحدث              | الخصم النتيجة | الخصم النتيجة                  | الخصم النتيجة              | الخصم النتيجة | الخصم النتيجة | الخصم النتيجة  | الترتيب        |
| ------------------------------- | ------------------ | ------------- | ------------------------------ | -------------------------- | ------------- | ------------- | -------------- | -------------- |
| زياد السيسي                     | السيف العربي فردي ‏ | –             | Reshetnikov (تايوان) · ف 15–13 | Bazadze (جورجيا) · خ 12–15 | لم يتأهل      | لم يتأهل      | لم يتأهل       | لم يتأهل       |
| محمد عمار زياد السيسي مهاب سمير | السيف العربي فِرَق ‏  | —             | —                              | —                          |               |               |                |                |

## روابط خارجية
- Wayne State Warriors bio